# Altendorf (Weismain)
Altendorf ist ein Gemeindeteil der Stadt Weismain im oberfränkischen Landkreis Lichtenfels im Norden des Freistaates Bayern.

## Geografische Lage
Das Dorf Altendorf liegt im Schöpfleinsgrund, einem Nebental des Kleinziegenfelder Tals, auf 445 bis 465 m ü. NHN. Der Ortskern von Weismain ist rund 5,1 Kilometer östlich entfernt. Die nächsten Ortschaften sind Siedamsdorf, Köttel und Lahm. Das Tal, in der sich das Dorf befindet, gehört zu den Ausläufern des nördlichen Frankenjuras im Naturpark Fränkische Schweiz – Frankenjura.

## Geschichte
Besiedelt wurde die Gegend um Altendorf spätestens ab der Jungsteinzeit, worauf drei Siedlungsfunde und ein Grab vorgeschichtlicher Zeit hindeuten. Die erste urkundliche Erwähnung war 1096 durch eine Bestätigung eines Rechtsgeschäftes des Bamberger Bischofs Rupert.
Ab 1810 gehörte Altendorf zusammen mit Siedamsdorf, Bernreuth und Giechkröttendorf zur neu gebildeten Gemeinde Kaspauer. Im Jahr darauf wurde am Dorfplatz eine Katholische Kapelle  als Fachwerkbau mit Walmdach und Dachreiter mit Innenausstattung. errichtet.
Als Folge der Gemeindenbildung in Bayern nach der Verabschiedung der Zweiten Verfassung des Königreich Bayerns wurde die Gemeinde Kaspauer umstrukturiert und bestand ab 1818 nur noch aus Altendorf, Siedamsdorf und dem Hauptort Kaspauer.
Die Freiwillige Feuerwehr Altendorf mit Siedamsdorf wurde am 29. Juli 1906 von 18 Männern aus den beiden Ortschaften gegründet. Anlass war der Scheunenbrand des Maurermeisters Wich in Altendorf im Jahr 1892, der trotz intensiver Bemühungen aufgrund von Wasser- und Materialmangel kaum gelöscht werden konnte. Da die Ortschaft damals nur über eine kleine Eimerspritze verfügte, wandte sich 1901 der Bezirksfeuerwehrinspektor an das Bezirksamt Lichtenfels mit der Bitte, die Gemeinde Kaspauer dazu zu bewegen, für Altendorf eine moderne und leistungsfähige Löschmaschine anzuschaffen. Dies wurde zunächst abgelehnt mit Hinweis auf die in Kaspauer vorhandene Spritze und den Wassermangel in Altendorf. Nicht zuletzt bedingt durch den Schulhausbau im Jahr 1901 verzögerte die Bevölkerung von Altendorf den Bau des vom Bezirksamt geforderten Löschweihers bis 1903. Im Frühjahr 1906 erhielt Altendorf eine gebrauchte fahrbare Löschmaschine der Gemeinde Motschenbach bei Mainleus. Auch in Siedamsdorf wurde die Feuerlöschausrüstung aufgestockt. Für eine gute Organisation im Brandfall gründeten schließlich beide Orte gemeinsam die Freiwillige Feuerwehr.
Um 1920 wurde die Ortswasserleitung in Altendorf neu verlegt und 1922 das baufällige Gemeindehaus abgerissen. Zur Aufbewahrung der Löschwasserspritze und weiterer Utensilien wurde 1929 in Altendorf das erste Feuerwehrhaus gebaut. Zuvor waren die Gegenstände in mehreren Scheunen im Ort gelagert.
Am 1. Juli 1976 wurde die Gemeinde Kaspauer und ihre dazugehörenden Orte nach Weismain eingemeindet. In Altendorf wurde ein neuer Geräteschuppen gebaut und eine TS 8 Löschpumpe angeschafft. Der zu klein gewordene Geräteschuppen wurde 1992/1993 erweitert und mit einem Anbau ergänzt, der als Schulungsraum und als Versammlungsort für die Dorfgemeinschaft dient.
Im April 1999 erhielt Siedamsdorf zusammen mit Altendorf und Kaspauer als Dorfgemeinschaft den Sparkassen-Förderpreis für herausragende Leistungen im Natur- und Umweltschutz.

### Einwohnerentwicklung
Die Tabelle gibt die Einwohnerentwicklung von Altendorf wieder.
| Jahr | Einwohner | Anwesen | Quelle: |
| ---- | --------- | ------- | ------- |
| 1818 | 92        | 17      | [ 5 ]   |
| 1830 | 100       | 15      | [ 9 ]   |
| 1861 | 117       |         | [ 10 ]  |
| 1871 | 107       |         | [ 11 ]  |
| 1875 | 114       |         | [ 12 ]  |
| 1950 | 111       | 15      | [ 5 ]   |
| 1987 | 64        | ca. 18  | [ 13 ]  |
| 2000 | 68        | 22      | [ 5 ]   |
| 2012 | 69        | 25      | [ 14 ]  |
| 2013 | 71        | 25      | [ 15 ]  |
| 2015 | 64        | 25      | [ 16 ]  |
| 2016 | 63        | 25      | [ 17 ]  |
| 2017 | 64        | 25      | [ 18 ]  |
| 2018 | 59        | 25      | [ 19 ]  |

## Vereine
- Freiwillige Feuerwehr Altendorf-Siedamsdorf, gegründet 1906
- Gartenbauverein Schöpfleinsgrund, gegründet 1992